# Olympic Club de Bukavu Dawa
O Olympic Club de Bukavu Dawa é um clube de futebol com sede em Bukavu, República Democrática do Congo. A equipe compete no Campeonato Nacional de Futebol da República Democrática do Congo.

## História
O clube foi fundado em 1950.